# Karl Fahrenkamp
Karl Fahrenkamp (* 20. April 1889 in Aachen; † 21. September 1945 in Salzburg) war ein deutscher Internist und Kardiologe sowie Vertrauter des Reichsführer SS Heinrich Himmler.

## Leben
Karl Fahrenkamp war ein Sohn des Kaufmanns Louis Fahrenkamp und hatte vier Geschwister. Er absolvierte ein Medizinstudium an den Universitäten Göttingen und Heidelberg. Ab 1910 war er Ludolf Krehls Assistent an der Heidelberger Medizinischen Klinik, wo er sich hauptsächlich mit kardiologischen Fragestellungen beschäftigte. 1911 wurde Fahrenkamp zum Dr. med. promoviert. Als Stabsarzt der Landwehr nahm er am Ersten Weltkrieg teil. Etwa ab 1919 war er in einem Sanatorium im Schwarzwald tätig. Ab 1923 praktizierte er als niedergelassener Hausarzt in Stuttgart. Mit dem Psychoanalytiker Felix Schottlaender (1892–1958), der sein Patient war, verband Fahrenkamp bis Anfang der 1930er Jahre eine enge Freundschaft. Später wurde er Chefarzt der Inneren Abteilung am Mutterhaus der Charlottenschwestern des Roten Kreuzes in Bad Cannstatt und danach Chefarzt der Herzabteilung am Marienhospital Stuttgart. In der Endphase der Weimarer Republik gehörte er von 1930 bis 1933 einer Freimaurerloge an.
Zur Zeit des Nationalsozialismus betrieb Fahrenkamp ab 1936 Pflanzenversuche zur Wachstums- und Ertragssteigerung, die er ab Frühjahr 1939 nach seinem Umzug in München fortführte. Seitdem wurden diese Pflanzenversuche durch die SS finanziert. An Fahrenkamps Pflanzenforschung war der ihm bekannte Heinrich Himmler sehr interessiert. Fahrenkamp war seinerzeit Hausarzt der Familie Himmlers und darüber hinaus auch  mit diesem befreundet. In München leitete Fahrenkamp ein vom SS-Ahnenerbe gefördertes Instituts für biochemische Heilmethoden.
Im Auftrag des SS-Wirtschaftsbetriebs Deutsche Versuchsanstalt für Ernährung und Verpflegung betrieb Fahrenkamp im Kräutergarten des KZ Dachau kurzzeitig Pflanzenforschung. Danach unterstand Fahrenkamp die eigens für ihn eingerichtete Abteilung F im Persönlichen Stab des Reichsführer SS Himmler. Ab Februar 1942 führte er im SS-Übungslager Dachau ein Labor zur Herstellung pflanzlicher Kosmetika und Pflegemittel. Fahrenkamp soll den KZ-Arzt Sigmund Rascher zu dessen Unterdruckkammer-Versuchen im Konzentrationslager Dachau beraten haben.
Nach Beginn des Zweiten Weltkrieges leitete Fahrenkamp ab Frühjahr 1940 auch die Gesundheits- und Verwendungs-Prüfstelle in Dachau zur Überprüfung des Gesundheitszustandes und der Verwendungsfähigkeit dorthin überwiesener Waffen-SS- und Polizeiangehöriger. Zudem war er Stabsarzt der Inneren Abteilung des SS-Lazaretts in Dachau. Durch Himmler wurde Fahrenkamp seit dem Ende der 1930er Jahre mit medizinischen Untersuchungen von SS-Führern beauftragt, der „besonderes Augenmerk auf psychische Ursachen“ von Beschwerden beziehungsweise Krankheiten legte. Zu den Fahrenkamp überwiesenen SS-Führern zählten unter anderem Felix Steiner, Ulrich Greifelt, Werner Lorenz und Wilhelm Redieß.
Nachdem er im März 1943 in München ausgebombt worden war, verlegte er seinen Wohn- und Dienstsitz zum Ansitz Pabenschwandt, wo er ernährungswissenschaftliche Forschungen durchführte und Heilkräuter züchtete. Das Gut Pabenschwandt wurde als Außenkommando des KZ Dachau geführt. Wie schon bei seiner Pflanzenforschung wurden seine ernährungswissenschaftlichen Versuche von einigen Gutachtern als unwissenschaftlich und wenig überzeugend angesehen. Fahrenkamp war Autor von medizinischen Fachartikeln.
Nach Kriegsende wurde Fahrenkamp durch Angehörige des CIC verhört. Am 21. September 1945 verstarb er im Landeskrankenhaus Salzburg. Ob die Folgen eines Suizidversuchs oder eines Badeunfalls Todesursache waren, bleibt ungeklärt.